# Émilie Bierre
Pour les articles homonymes, voir Bierre.
Émilie Bierre est une actrice québécoise, née le 12 mai 2004 au Québec.
Elle est connue à partir de 2014, lorsqu'elle se joint à la distribution de la série télévisée humoristique québécoise Les Beaux Malaises (2014-2021), dans le personnage créée par Martin Matte, Florence Matte.
Pour l'interprétation de divers rôles dans diverses séries et films, elle remporte plusieurs prix. D'abord lauréate du Young Artist Awards en 2018 pour la série télévisée Jenny, elle remporte, l'année suivante, le prix Écrans canadiens pour la meilleure actrice dans le film Une colonie de Geneviève Dulude-De Celles. Également pour son rôle dans Jenny, elle est récompensée avec le prix Gémeaux du meilleur rôle féminin, dans la catégorie jeunesse.

## Biographie
Émilie Bierre naît le 12 mai 2004 au Québec, au Canada, fille de Brice Bierre, pilote, et Tatiana Renard.

### Carrière
C'est en tant que mannequin qu'elle commence sa carrière — dès l'âge de 4 ans.. Cela la mène à participer à diverses publicités, à la radio et à la télévision.
En 2014, elle se joint à la distribution de la série Les Beaux Malaises, où elle incarne la fille fictive de Martin Matte.
En 2018, elle remporte un Young Artist Award pour sa performance dans la série Jenny. L'année suivante, elle est récompensée d'un prix Écrans canadiens de la meilleure interprétation dans un premier rôle féminin, ainsi que de l’Iris - Révélation de l’année au Gala Québec Cinéma pour sa performance dans le film Une colonie et d’un Prix Gémeaux du meilleur premier rôle féminin, catégorie jeunesse, pour la série Jenny En 2021, elle remporte le prix Iris de la meilleure actrice pour sa performance dans le film Les Nôtres.
Elle apparaît aussi dans les films Dérive, Genèse et les séries Mémoires vives, Les Beaux Malaises, Subito texto, Ça décolle, L’Échappée, Lâcher prise, Jenny, Moi, j’habite nulle part et dans Mon fils. Elle tient le rôle principal, Cathy, dans Catimini, un film de Nathalie Saint-Pierre en 2014, Mylia, dans Une colonie, un film de Geneviève Dulude-De Celles en 2018, et Magalie, dans Les Nôtres, un film de Jeanne Leblanc en 2020.
Le 25 janvier 2021, elle est invitée dans un épisode de La Tour en compagnie de Martin Matte. Le 26 janvier 2021, on peut la voir en entrevue à Salut Bonjour avec Michèle Deslauriers. Le 30 janvier 2021, elle apparaît dans l'épisode de En direct de l’univers consacré à Patrice Godin. Le 23 avril 2021, elle fait partie des invités du dernier épisode de la 11e saison de Ça finit bien la semaine. Le 9 mai 2021, elle remet un trophée ARTIS lors de la soirée Prix Artis. Le 8 juin 2021, elle fait partie d’un segment de l’émission Bonsoir bonsoir!, animée par Jean-Philippe Wauthier. Le 18 juin 2021, elle fait partie de la cohorte du Bal Mammouth, ayant pour but de rendre hommage aux finissants et finissantes. Le 10 décembre 2021, on peut l’apercevoir lors de la Soirée Mammouth, émission spéciale où l’on souligne les actions qui auront été les plus inspirantes pour la jeunesse en 2021. Le 31 décembre 2021, elle fait une brève apparition au Bye Bye 2021, dans un segment dédié à l’émission très populaire Les Beaux Malaises.
Émilie Bierre annonce en 2024 qu’elle a décroché un rôle dans la série américaine Teacup. Cette série, disponible sur la plateforme Peacock, mélange l’horreur et le thriller.
Elle devient porte-parole de la fondation Jasmin Roy, car la cause la touche de près, ayant elle-même été victime d'intimidation.

## Filmographie

### Télévision
- 2013-2017 : Mémoires vives : Laurie Berthier, jeune
- 2014-2017 : Les beaux malaises : Florence Matte
- 2015-2017 : Subito Texto : Gaïa Marceaux-Desgagnés
- 2016 : Ça décolle : fille
- 2016 : L'Échappée : Zoé Blanchette
- 2017-2020 : Lâcher prise : Bianca Phaneuf
- 2017-2021 : Jenny : Jenny Champagne
- 2019 : Moi, j'habite nulle part : Laurie
- 2020 : Mon fils : Laurence Fortin
- 2021 : Les Beaux Malaises 2.0 : Florence Matte

### Cinéma
- 2012 : Catimini : Cathy
- 2014 : Survivre (court métrage) : Jeune fille
- 2014 : La voix de l'ombre : Marie-Hélène (âgée de 5 ans)
- 2016 : Mon dernier été (court métrage) : Édith
- 2017 : La plus grosse poutine au monde : Élie
- 2018 : Genèse : Béatrice
- 2018 : Une colonie : Mylia Bonneau
- 2018 : Dérive : Amélie
- 2019 : Ange arnaqué : Anaïs
- 2019 : Screw The Boys (court métrage) : Anaïs
- 2019 : Aujourd'hui ou je meurs (court métrage) : Zoé
- 2020 : Les Nôtres : Magalie Jodoin
- 2021 : Le Guide de la famille parfaite : Rose Dubois
- 2022 : N’xaxaitk : Amanda

## Distinctions
Gala Québec Cinéma 2021 : Prix Meilleure Interprétation Féminine (Premier rôle) pour Les Nôtres